# 羅東 (大字)
羅東，舊稱老懂，是台灣宜蘭縣羅東鎮的一個傳統地域名稱，也是羅東市區最早的發源地，位於該鎮中部。相較於今日行政區，其範圍大致包括集祥里南部、中山里東半部、開明里、仁和里、仁德里。

## 歷史
台灣清治末期，羅東地區為一街庄，稱為「羅東街」，隸屬於羅東堡。該街北邊西段與竹林庄為鄰，北邊東段及東邊北段與十八埒庄為鄰，東邊南段及南邊東段與十六份庄為鄰，南邊西段及西邊為阿里史庄。
1901年（日治明治三十四年）11月，廢縣廳改設二十廳，該街隸屬於宜蘭廳，編入第十二區。1905年（明治三十八年）7月，第十二區改名「羅東區」。1909年（明治四十二年）10月，合併二十廳為十二廳，該街仍隸屬於宜蘭廳。1920年（大正九年），廢十二廳改設五州二廳，該街改制為「羅東」大字，隸屬於臺北州羅東郡羅東街。
戰後羅東街改制為羅東鎮，隸屬於臺北縣，大字改制為里。1950年10月，北、基、宜分治，羅東鎮改隸屬於宜蘭縣。

## 交通
台鐵宜蘭線是台灣東北部鐵路幹線，大致以北偏西—南偏東走向經過羅東地區東部近邊界地帶。境內未設站，但東北側不遠處即為羅東車站，屬二等站，停靠大部分的普悠瑪號、太魯閣號、自強號、復興號，及全部的莒光號、區間快車與區間車。由此可前往台鐵沿線各站。
省道台9線（純精路二段～一段）又稱「東部幹線」，是台北經東台灣至屏東楓港的幹道，大致以縱向經過本地區西南側邊界點。由該道路向北可前往五結西北部、宜蘭、礁溪、頭城西南部、坪林等地，向南可前往冬山、蘇澳、南澳等地。
省道台7丙線（中山路三段）是大同鄉牛鬥橋至五結鄉利澤簡的幹道，大致以西南西－東北東走向轉西北西—東南東走向轉西北西—東南東走向再轉西南西－東北東走向經過本地區。由該道路向西南西可前往冬山西北部、三星、大同鄉牛鬥橋並止於省道台7線本線路口，向東北東轉東南東可前往五結利澤簡並止於省道台2戊線路口。
鄉道宜30-1線（南門路）是冬山鄉鹿埔經羅東至冬山鄉冬山河森林公園的道路，大致以西向東轉西北西—東南東走向經過本地區南部邊界西段。由該道路向西轉南再轉西南可前往阿里史、鹿埔並止於鄉道宜28線路口，向東南東經十六份後轉南可前往九份、打那美與武罕交界地帶、珍珠里簡並止於大員排水北側不遠處。

## 文化資產
- 羅東鎮勉民堂（縣定古蹟）

## 廟宇
- 羅東城隍廟（城隍廟）
- 羅東震安宮（媽祖廟）
- 羅東中山公園福德廟（土地祠）